# ماواخوو (استان اشوی‌داشکسیه)
ماواخوو (به لهستانی: Małachów) یک منطقهٔ مسکونی در لهستان است که در گمینا کونگسکیه واقع شده‌است. ماواخوو ۱۴۰ نفر جمعیت دارد.